# Tom Petri
Thomas Evert Petri, född 28 maj 1940 i Marinette, Wisconsin, är en amerikansk republikansk politiker. Han representerade Wisconsins sjätte distrikt i USA:s representanthus 1979–2015. Distriktet omfattar den centrala delen av östra Wisconsin. Petri är själv bosatt i Fond du Lac.
Petri avlade 1962 grundexamen vid Harvard University och 1965 juristexamen vid Harvards juridiska fakultet Harvard Law School. Han tjänstgjorde 1966-1967 i Fredskåren i Somalia.
Petri var ledamot av delstatens senat i Wisconsin 1973-1979. Han kandiderade 1974 till USA:s senat men förlorade mot sittande senatorn Gaylord Nelson.
Kongressledamot William A. Steiger avled 1978 i ämbetet. Petri vann fyllnadsvalet följande år. Han har omvaldes till representanthuset sjutton gånger. Han profilerar sig som en moderat republikan och är medlem av Republican Main Street Partnership. Han stöder stamcellsforskning och vill ha engelska som USA:s officiella språk.
Petri är lutheran.